# Wang Thonglang
Wang Thonglang est l'un des 50 khets de Bangkok, Thaïlande. 

## Points d'intérêt
- Lycée international français de Bangkok